# صندلی خالی
صندلی خالی فیلمی به کارگردانی و نویسندگی سامان استرکی محصول سال ۱۳۸۷ است.

## بازیگران
- فریبرز عرب‌نیا
- رضا عطاران
- محمدرضا شریفی‌نیا
- پانته‌آ بهرام
- فریده فرامرزی
- گوهر خیراندیش
- علی مردانه
- یوسف صیادی
- اسدالله یکتا
- ملیکا ناظری
- خاطره حاتمی
- فروغ قجابگلی
- پیمان ابدی
- روشنک عجمیان

## خلاصه داستان
صندلی خالی مجموع سه اپیزود و قصه است: داستان فیلم اول ماجرای زوجی است که فامیل‌اند و اجازهٔ بچه‌دارشدن ندارند، آن‌ها به تهران آمده‌اند تا به دور از چشم خانواده فرزندشان را به‌دنیا بیاورند اما فرزندشان معلول است… فیلم دوم زنی است که عابری را در تصادف اتومبیلش کشته و حالا در جست‌وجوی خانوادهٔ اوست تا رضایتشان را جلب کند و فیلم سوم دربارهٔ کارگردانی است که ناخواسته باعث کشته‌شدن سیگارفروشی شهرستانی در زمان فیلمبرداری می‌شود و اکنون درگیر عذاب وجدان است. در بیرون از فضای سه قصه، کارگردان این سه فیلم به‌دلیل جهان بیمارگونه‌ای که ساخته در حال بازجویی شدن است.